# 萩原延壽
萩原 延壽（はぎはら のぶとし、1926年（大正15年）3月7日 - 2001年（平成13年）10月24日）は、日本の歴史家・作家。1976年から1990年まで、休載を挟みつつ1,947回にわたり朝日新聞に連載した『遠い崖――アーネスト・サトウ日記抄』（全14巻）の著者で知られる。姓の萩原は「はぎはら」と読むのが正しいが、間違って「はぎわら」と読まれることがある。名の「延壽」は「延寿」と表記されることがある。

## 略歴・人物
東京・台東区浅草（現在の隅田公園周辺）出身。父宮治、母タケヨ（旧姓茂木）は共に群馬県群馬郡の人、父は8年間の兵役を退き、母は小学校教員の勤務を終え、1925年に結婚。1927年に東京府豊多摩郡淀橋町柏木（現在の新宿区西新宿成子坂周辺）に転居。
1932年、豊玉尋常小学校入学。34年、野方西尋常小学校に転校し38年に卒業。1944年4月、第三高等学校理科甲類（現・京都大学総合人間学部）入学。
1945年春、大阪桜島の住友伸銅所に勤労動員され、7月下旬の大阪大空襲で工場は被弾壊滅したが、退避により三高生は全員無事であった。京都に戻り8月15日の終戦を迎える（「要するに助かったという気持ちです。しかし、解放感と呼べるようなこみ上げるよろこび、ふるい立つ感情、そういうものはなかった。ホッとしたと同時に途方に暮れたというのが、正直なところです」「始まりあれば終りあり」）。
同年、文科乙類に転科し、旧制三高（廃止後は京都大学教養学部）卒業後、東京都練馬区立開進第一中学校教員を務める。1948年に東京大学法学部政治学科入学。中学校正教員兼大学生という立場は、翌年3月の教員退職によって終わるが、その後も断続的に同校の専任講師をつとめた。大学時代の三年間と、それにつづく大学院時代の大半は、練馬の新制中学の専任教師として勤務したことから、毎週一日の所謂「研究日」をのぞき、大学のある本郷に出てくる余裕はなく、講義にはほとんど出ず、ゼミにも参加したことがなかった。
卒業後は大学院に進学し、岡義武に師事。陸奥宗光を研究対象に選び、国立国会図書館憲政資料室、東京大学法学部附属「明治新聞雑誌文庫」で資料に当る。大学院修了後は国立国会図書館調査立法考査局政治部外務課に勤務した。
1957年、フルブライト奨学金を得てペンシルベニア大学に留学し、翌年も新たな奨学金を得てオックスフォード大学に留学。京極純一が留学同窓であった。英国留学中に丸山眞男の知遇を得る。1959年夏、サトウ文書に出会う。その時のことについて「或る日、パブリック・レコード・オフィスの係りのひとが、サトウ文書をというおもしろい資料があるが、のぞいてみないか、まだあまり使われていないようだが、といって、その目録を渡してくれた」（サトウ雑感、2001年）と遺している。
1962年に帰国すると、1966年『中央公論』を皮切りに論壇で活躍。各大学からの教員職を断り、在野の歴史家として著述活動に専念する生涯を通した。史料を調べるため、関西方面にも度々出向いた。連載執筆時は大半は時間が限られており、いつも旅程に余裕がなく、時には東京・京都間の夜行高速バスを利用することもあった。京都祇園の小さな店が静かで良いと、しばしば足を向けた。
度々の英国滞在時に、国立公文書館に保管されている英国外交官アーネスト・サトウの1861年から1926年までの45冊の日記帳を調べ上げ、サトウの幕末期から明治初期までの活動を描いた大作『遠い崖―アーネスト・サトウ日記抄』（全14巻）を、1976年10月12日から「朝日新聞」で休載をはさみつつ約14年間連載した。宇都宮市に自宅書斎を構えていた
2001年（平成13年）10月4日に『遠い崖――アーネスト・サトウ日記抄』最終巻が刊行され、同月24日に逝去、享年75歳。息をひきとる数日前にノートの裏表紙に「あきらめず」とサインペンで書いた。なお同年夏に、執筆生活を支え続けた宇多子夫人に先立たれており、後を追うように生涯を終えた。墓所は小平霊園にある。
関連資料と洋書は、遺族により横浜開港資料館に寄贈され「萩原文庫」として公開されている。

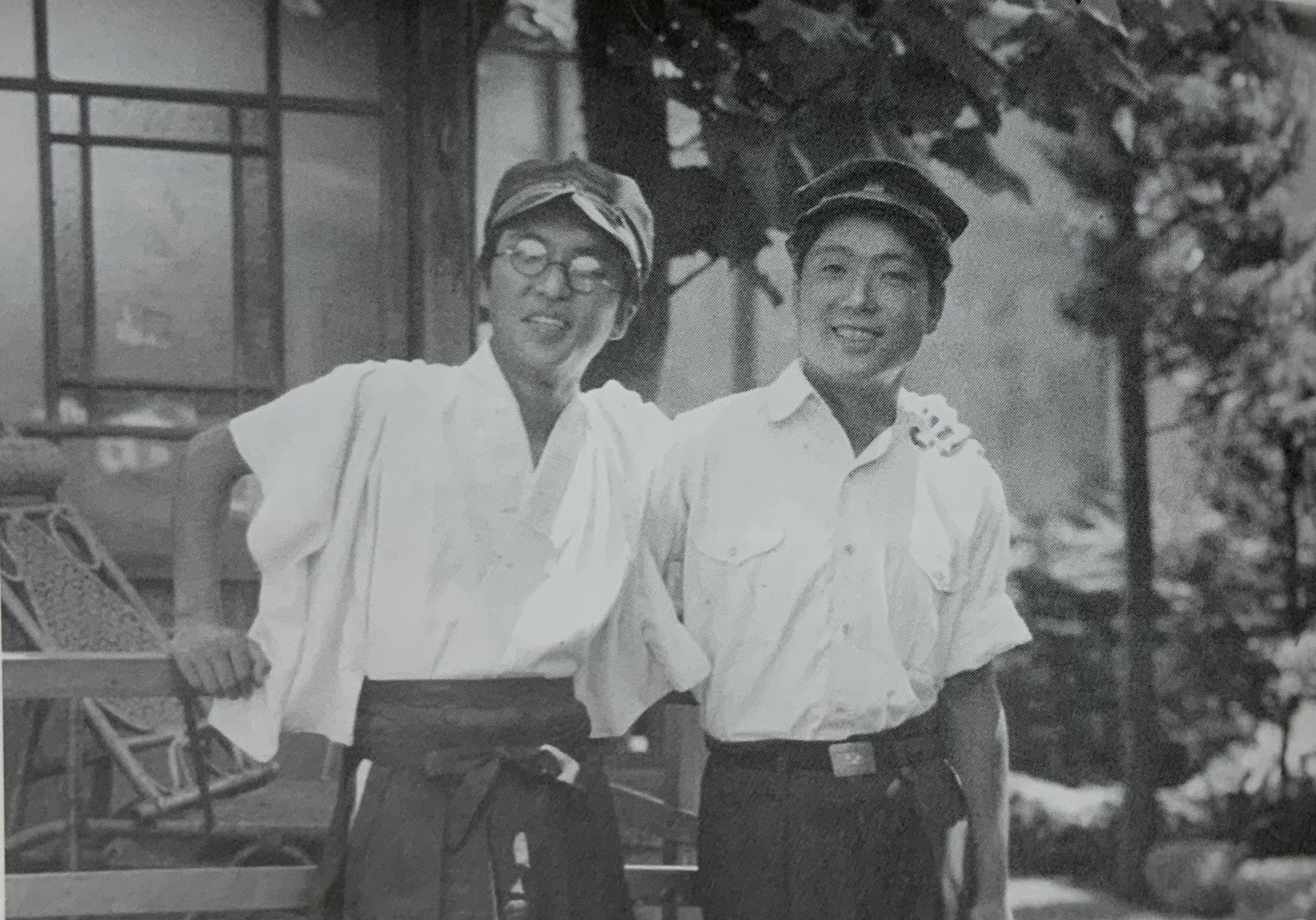
旧制三高三年在学時の萩原（左）、弟・一次（のちの早稲田大学高等学院体育教師・バレーボール部顧問、2021年没）と

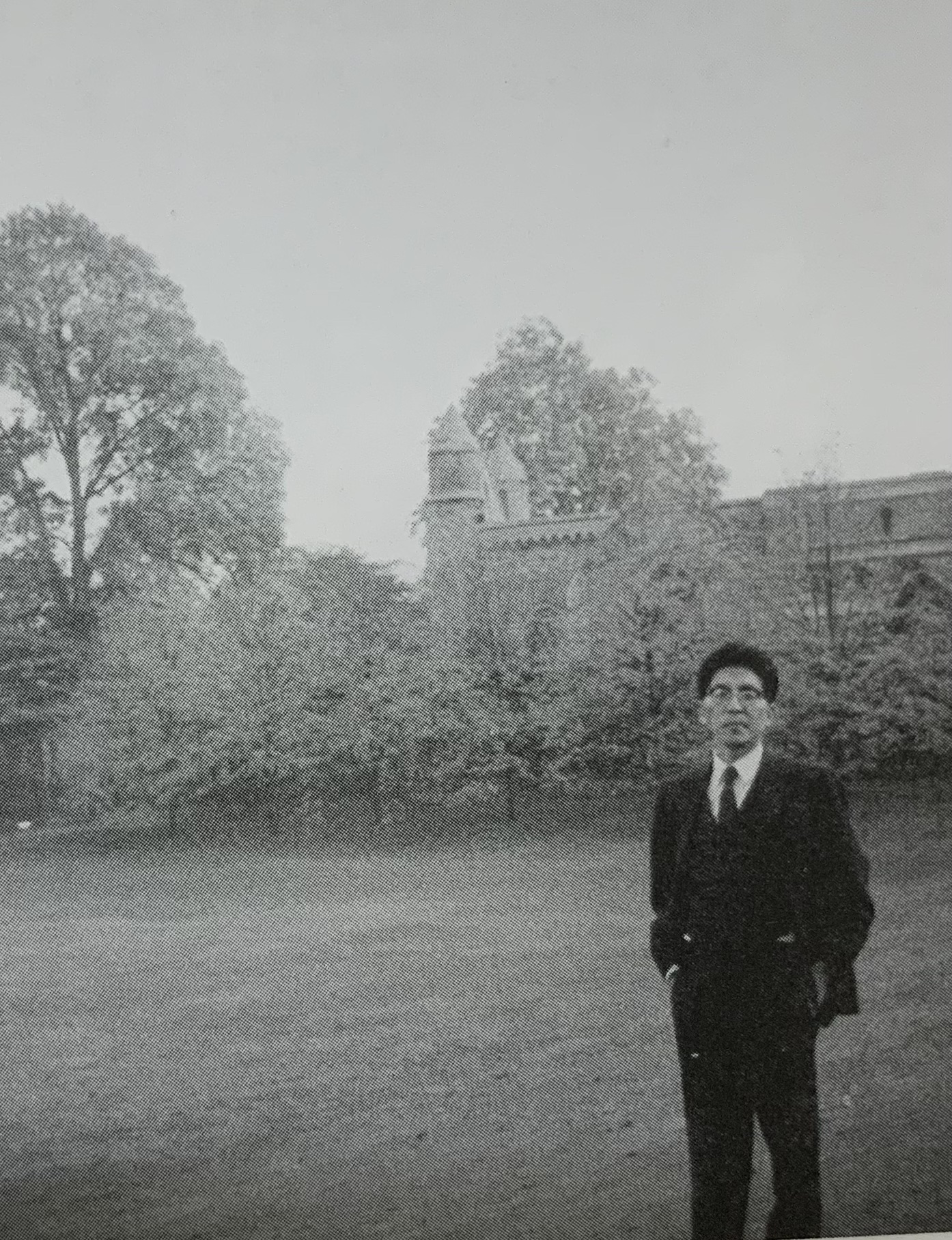
オックスフォード・ニューカレッジの庭（1964年10月）

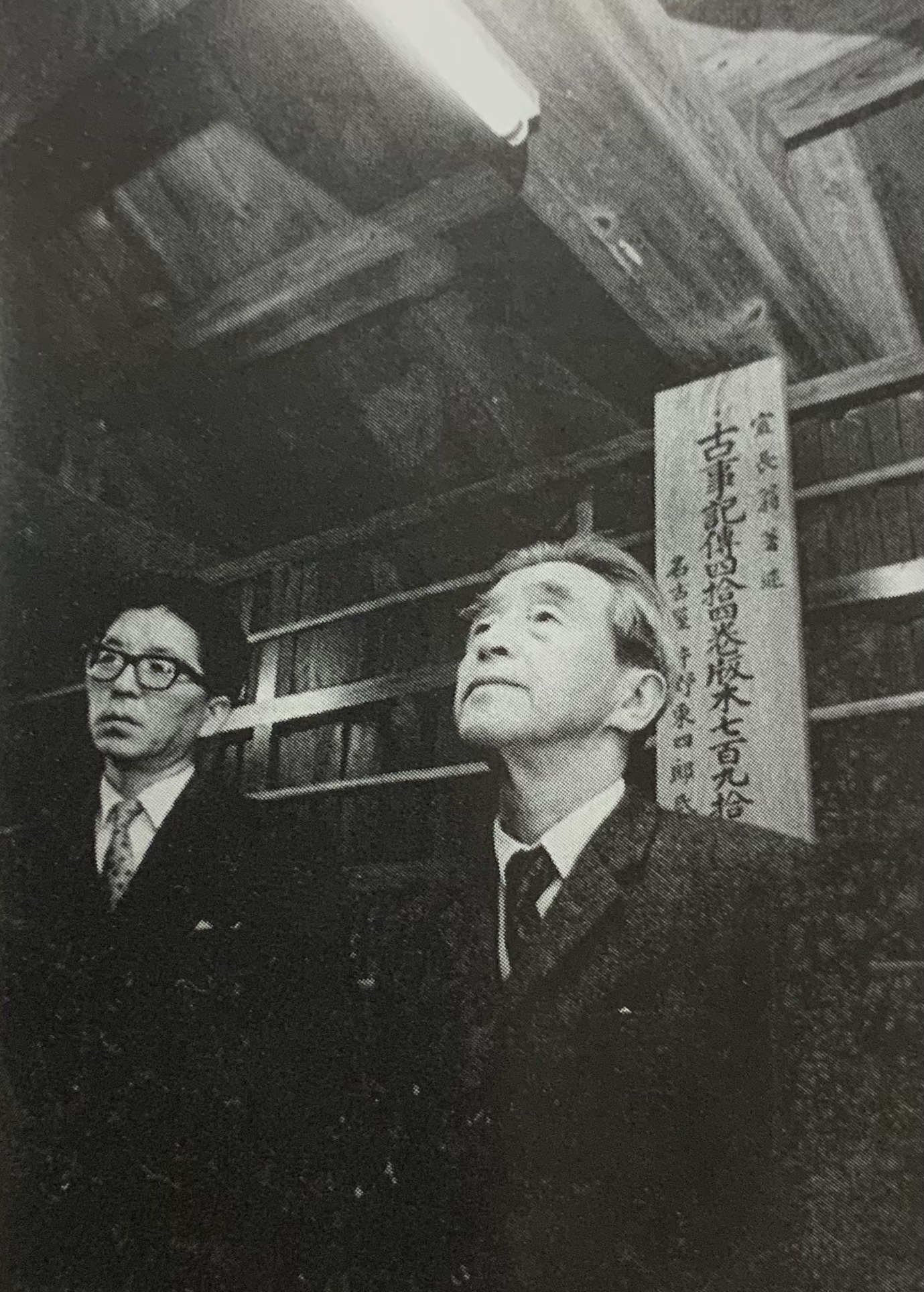
三重松坂で、石川淳と（1969年3月）

### 考えと評価
「歴史の面白さは、そのプロセス（過程・経緯）にある」と捉え、そのプロセスをいかに正確にわかり易く伝えるかに心をくだき、史料の扱いに対し厳しい考え方をもっていた。いたずらに想像を加えて歴史を創作することは、歴史家としての自負が許さなかった。膨大なアーカイヴズの森に分け入って、こつこつとそれを読み解くことにより、おのずからうかびあがる歴史の真情と人物の実像をひたすら探求した。史料を超え想像力が翔んでゆく小説作家とは、一線を画す歴史家の本領があった。
自身も著書『書書周游』で、石川淳の文学方法論に関連して、歴史ということばと、小説ということばの間に吹く隙間風について述べている。またありきたりともいえる史料をもとに作者の恣意な解釈をまじえる、いわゆる歴史小説が陥りやすい著述を警告すると共に、史料の中に没頭して精神を見失うことのないよう自らを戒めている。こうしたストイックともいえる執筆態度と、節度を保ちつつ歴史と人物を活写する文章が高い評価を受けている。

## 交友関係

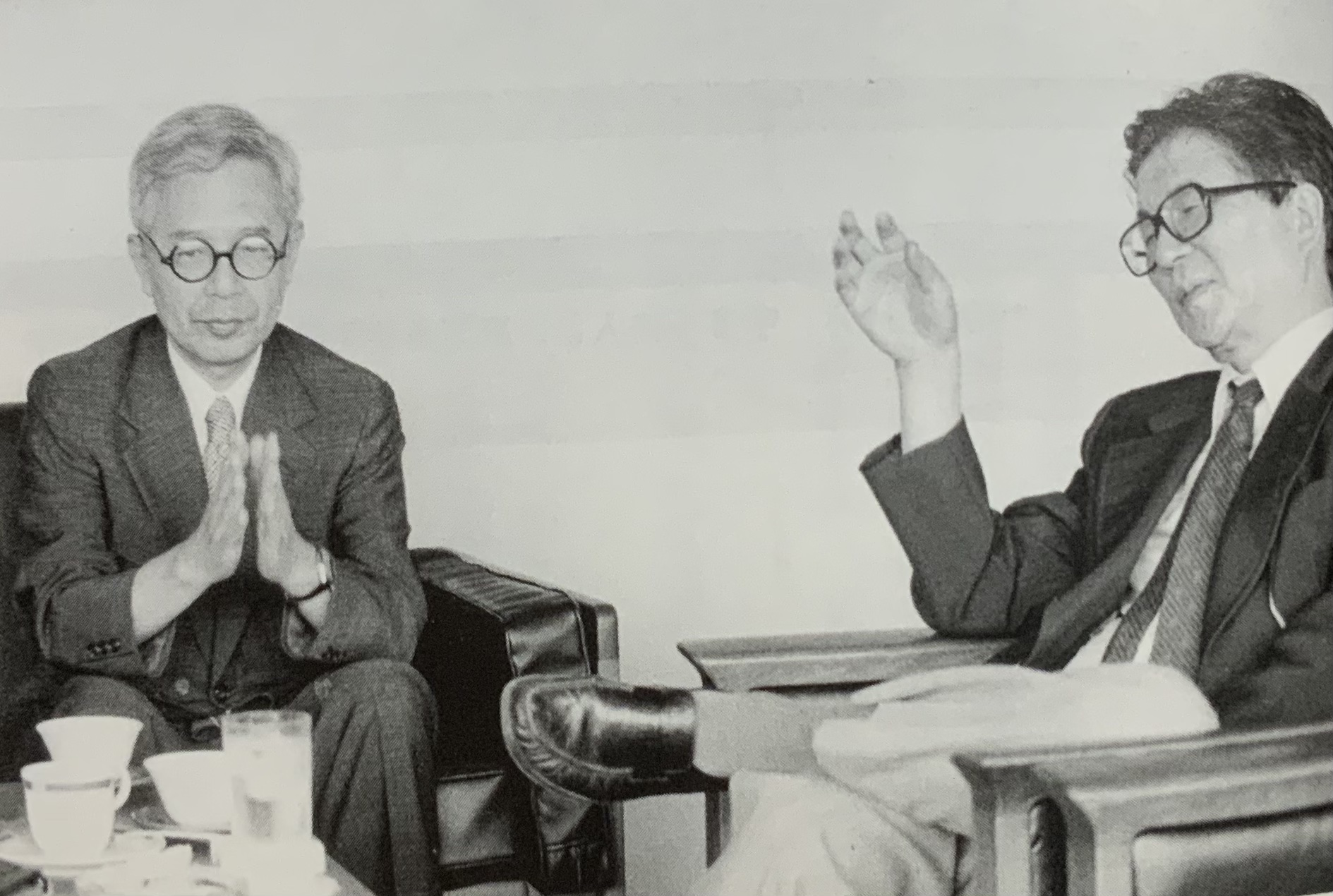
1983年に毎日新聞社にて京極純一と

同じ誕生日でもある作家石川淳を師に、安部公房を兄として敬愛していた。数学者森毅とは三高時代の同級生で親交が深かった。年下の友人高坂正堯と、晩年の吉田茂にインタビューを行っており、その時の編集担当が粕谷一希であった。また親交があった司馬遼太郎とも度々対談を行っている。
森毅は弔辞で、萩原の友人として「ぼくが三高に入ったときは理一甲六で萩原は甲四。2年の工場動員は同じ部屋ではあったが、所属がぼくは研究班で彼は企画班。東大でも、ぼくは理学部で彼は法学部。同じ家で暮したというより、一軒おいて隣りにいて、ときたま遊んだ男の子、といった間あい。戦後については、寮祭のデコレーションで部屋を茶室に改造して、萩原を客に茶の湯の会をした記憶がある。それから20年あまりは、活字で見かけることはあっても直接に会ったことはなかったが、雑誌で山口和男と対談したのを読んだ萩原から、「寮でおしゃべりしている気分」といった手紙をもらったように思う。以来、新刊を交換するようになって、ときたま会うようになった。アーネスト・サトウについて、『遠い崖』を連載していたのだが、新聞で読むのは気が入らぬ。最初の一巻だけ本になって、まとめて読むとなかなかなので、「早く本にしろ」と言ったが、彼の場合は原稿を書くより本にまとめるほうに時間がかかる。十年ほど前には、ぼくは朝日新聞の書評委員をしていて、鶴見俊輔さんといっしょに、山の上ホテルに泊まることにしていた。萩原も東京で仕事のあるときは、ここが定宿らしく、たしか二度か三度、泊りあわせたおりは三人でロビーで深夜までおしゃべりをした。最後にゆっくり話したのは、京都駅前のホテルだっただろうか。その後はホテル・オークラのティー・ルームで見かけたが、先方は仕事の打ちあわせらしくて、ゆっくり話せなかった。あとで考えると、たぶん『遠い崖』の出版の打ち合わせだったのだろう。やがて、『遠い崖』が送られてくるのを待つようになった。遠い時代の遠い人、サトウは萩原とずいぶん違うのに、そこがかえって面白い。やっとそれがまとまって、そうした感想を彼に話そうと思っていたら訃報。まるで『遠い崖』の完成が彼の死で締めくくられたみたい。」と振り返った。

## 受賞歴
- 1967年（昭和42年）-『馬場辰猪』で吉野作造賞[6]。
- 1985年（昭和60年）-『東郷茂徳』で吉田茂賞[6]。
- 2001年（平成13年）-『遠い崖』で大佛次郎賞（歿後）[3][6]。

## 著書

### 単著
- 『馬場辰猪』中央公論社〈中公叢書〉、1967年。ISBN 412-0000206。新装復刊2000年
  - 『馬場辰猪』中公文庫、1995年6月。ISBN 412-2023386。改訂版
- 『書書周游』文藝春秋、1973年。
  - 『書書周游』朝日新聞社〈朝日選書 188〉、1981年8月。ISBN 4-02-259288-5。
  - 『書書周游』朝日新聞社・デジタルパブリッシングサービス〈朝日選書〉、2003年6月。ISBN 4-925219-68-5。オンデマンド版
- 『外相東郷茂徳（2） 伝記と解説』東郷茂徳記念会編（2冊組）、原書房、1985年5月。ISBN 4-562-01585-3。（1）は東郷の遺著「時代の一面」
  - 『東郷茂徳　伝記と解説』（新装版）原書房、1994年7月。ISBN 4-562-02568-9。
  - 『東郷茂徳　伝記と解説』（普及版）原書房、2005年7月。ISBN 4-562-03952-3。
- Nobutoshi Hagihara et al. (1986). Ian Hill Nish. ed. German-Japanese relations in the 1930s. International studies 1986/3. London: Suntory Toyota International Centre for Economics and Related Disciplines - Cover title: Co-published by London School of Economics and Political Science.
- 『陸奥宗光』朝日新聞社、1997年8月。ISBN 4-02-257174-8。箱入り2分冊
- 『自由の精神』みすず書房、2003年9月。ISBN 4-622-07058-8。35篇を収録

### 遠い崖
- 『遠い崖――アーネスト・サトウ日記抄』 朝日新聞社（全14巻）、1980年、1998年-2001年[7]。

1. 『旅立ち　遠い崖――アーネスト・サトウ日記抄 1』朝日新聞社、1998年10月。ISBN 4-02-257313-9。
  1. 旧版『遠い崖――アーネスト・サトウ日記抄 1』朝日新聞社、1980年12月。ISBN 4-02-255473-8。
2. 『薩英戦争　遠い崖――アーネスト・サトウ日記抄 2』朝日新聞社、1998年10月。ISBN 4-02-257314-7。
3. 『英国策論　遠い崖――アーネスト・サトウ日記抄 3』朝日新聞社、1999年3月。ISBN 4-02-257315-5。
4. 『慶喜登場　遠い崖――アーネスト・サトウ日記抄 4』朝日新聞社、1999年3月。ISBN 4-02-257316-3。
5. 『外国交際　遠い崖――アーネスト・サトウ日記抄 5』朝日新聞社、1999年7月。ISBN 4-02-257317-1。
6. 『大政奉還　遠い崖――アーネスト・サトウ日記抄 6』朝日新聞社、1999年10月。ISBN 4-02-257318-X。
7. 『江戸開城　遠い崖――アーネスト・サトウ日記抄 7』朝日新聞社、2000年1月。ISBN 4-02-257319-8。
8. 『帰国　遠い崖――アーネスト・サトウ日記抄 8』朝日新聞社、2000年3月。ISBN 4-02-257320-1。
9. 『岩倉使節団　遠い崖――アーネスト・サトウ日記抄 9』朝日新聞社、2000年7月。ISBN 4-02-257321-X。
10. 『大分裂　遠い崖――アーネスト・サトウ日記抄 10』朝日新聞社、2000年10月。ISBN 4-02-257322-8。
11. 『北京交渉　遠い崖――アーネスト・サトウ日記抄 11』朝日新聞社、2001年1月。ISBN 4-02-257323-6。
12. 『賜暇　遠い崖――アーネスト・サトウ日記抄 12』朝日新聞社、2001年3月。ISBN 4-02-257324-4。
13. 『西南戦争　遠い崖――アーネスト・サトウ日記抄 13』朝日新聞社、2001年7月。ISBN 4-02-257325-2。
14. 『離日　遠い崖――アーネスト・サトウ日記抄 14』朝日新聞社、2001年10月。ISBN 4-02-257326-0。

- 『遠い崖――アーネスト・サトウ日記抄』 朝日新聞社〈朝日文庫 全14巻〉、2007年-2008年[7]

1. 『旅立ち　遠い崖――アーネスト・サトウ日記抄 1』朝日文庫、2007年10月。ISBN 978-4-02-261543-5。
2. 『薩英戦争　遠い崖――アーネスト・サトウ日記抄 2』朝日文庫、2007年10月。ISBN 978-4-02-261544-2。
3. 『英国策論　遠い崖――アーネスト・サトウ日記抄 3』朝日文庫、2007年11月。ISBN 978-4-02-261545-9。
4. 『慶喜登場　遠い崖――アーネスト・サトウ日記抄 4』朝日文庫、2007年11月。ISBN 978-4-02-261546-6。
5. 『外国交際　遠い崖――アーネスト・サトウ日記抄 5』朝日文庫、2007年12月。ISBN 978-4-02-261547-3。
6. 『大政奉還　遠い崖――アーネスト・サトウ日記抄 6』朝日文庫、2007年12月。ISBN 978-4-02-261548-0。
7. 『江戸開城　遠い崖――アーネスト・サトウ日記抄 7』朝日文庫、2008年1月。ISBN 978-4-02-261549-7。
8. 『帰国　遠い崖――アーネスト・サトウ日記抄 8』朝日文庫、2008年1月。ISBN 978-4-02-261550-3。
9. 『岩倉使節団　遠い崖――アーネスト・サトウ日記抄 9』朝日文庫、2008年2月。ISBN 978-4-02-261551-0。
10. 『大分裂　遠い崖――アーネスト・サトウ日記抄 10』朝日文庫、2008年2月。ISBN 978-4-02-261552-7。
11. 『北京交渉　遠い崖――アーネスト・サトウ日記抄 11』朝日文庫、2008年3月。ISBN 978-4-02-261553-4。
12. 『賜暇　遠い崖――アーネスト・サトウ日記抄 12』朝日文庫、2008年3月。ISBN 978-4-02-261554-1。
13. 『西南戦争　遠い崖――アーネスト・サトウ日記抄 13』朝日文庫、2008年4月。ISBN 978-4-02-261555-8。
14. 『離日　遠い崖――アーネスト・サトウ日記抄 14』朝日文庫、2008年4月。ISBN 978-4-02-261556-5。 - 巻末に総索引・年譜。

### 著作集
- 『萩原延壽集』（全7巻、各巻に付属資料で月報8頁）、朝日新聞社→朝日新聞出版[8]

編集委員：宮村治雄・酒井哲哉・吉良芳恵・杉山伸也・菅原啓州
1. 『馬場辰猪　萩原延壽集1』宮村治雄解説、2007年11月。ISBN 978-4-02-250349-7。
2. 『陸奥宗光 上巻　萩原延壽集2』各巻に関連対談、2007年12月。ISBN 978-4-02-250378-7。
3. 『陸奥宗光 下巻　萩原延壽集3』宮村治雄解説、2008年1月。ISBN 978-4-02-250379-4。
4. 『東郷茂徳　萩原延壽集4』酒井哲哉解説、2008年2月。ISBN 978-4-02-250380-0。
5. 『書書周游　萩原延壽集5』菅原啓州解説、2008年3月。ISBN 978-4-02-250381-7。
6. 『自由のかたち 評論・エッセイ1　萩原延壽集6』杉山伸也解説、2008年4月。ISBN 978-4-02-250382-4。
7. 『精神の共和国 評論・エッセイ2　萩原延壽集7』杉山伸也解説、2008年5月。ISBN 978-4-02-250383-1。

### 共著・解説・編著・訳書
- 萩原延壽「陸奥宗光」『権力の思想』神島二郎編、筑摩書房〈現代日本思想大系10〉、1965年。
- 蠟山政道 と対談「よみがえる日本の課題」『日本の歴史 別巻　対談・総索引』中公文庫、2007年1月。ISBN 978-4-12-204802-7。新版で初刊は「日本の歴史〈26〉」冊子付録、中央公論社、1967年
- 萩原延壽訳「排蘆小船」『日本の名著（21） 本居宣長』石川淳責任編集、中央公論社、1970年。新版・中公バックス、1984年。ISBN 4-12-400411-7。
- 原口敬明・今井庄次と「鼎談 政治・外交資料の話」『政治と外交』今井庄次編、筑摩書房〈現代日本記録全集7〉、1971年。
- 解説「陸奥宗光紀行」『日本の名著（35） 陸奥宗光』萩原延壽責任編集、中央公論社、1973年。『蹇蹇録』ほかを収録
  - 新版『日本の名著（35） 陸奥宗光』中央公論社〈中公バックス〉、1984年。ISBN 4-12-400425-7。
- 司馬遼太郎と『歴史を考える　司馬遼太郎対談集』文藝春秋、1973年。対談者：山崎正和、綱淵謙錠ほか
  - 『歴史を考える　司馬遼太郎対談集』文春文庫、1981年6月。ISBN 4-16-710550-0。
  - 『歴史を考える　司馬遼太郎対談集 新装版』文春文庫、2020年5月。ISBN 4-16-791499-9。
  - 対談「日本人よ“侍”に還れ」『歴史を動かす力　司馬遼太郎対話選集2』関川夏央監修、文藝春秋、2002年12月。ISBN 4-16-641420-8。
  - 対談「日本人よ“侍”に還れ」『近代化の相剋　司馬遼太郎対話選集4』関川夏央監修、文春文庫、2006年6月。ISBN 4-16-766324-4。対談者：ヒュー・コータッツィ・西澤潤一ほか
- 萩原延壽「大久保利通」『日本史探訪 第10集』角川書店、1974年。昭和48年度にNHK総合で放送された「日本史探訪」を元にした編著
- ジェームズ・ジョル『アナキスト』野水瑞穂と共訳、岩波書店、1975年。- 巻末に文献案内
- 萩原延壽 解説『福沢諭吉選集 第10巻　福翁自伝 他』富田正文・土橋俊一 編、岩波書店、1981年10月。ISBN 4-00-100680-4。
- Nobutoshi Hagihara et al., ed (1985). Experiencing the twentieth century. University of Tokyo Press. ISBN 4-13-027022-2
- 萩原延壽 解説『近代日本の政治家　岡義武著作集 第4巻』篠原一・三谷太一郎編、岩波書店、1993年1月。ISBN 4-00-091754-4。
- 藤田省三と対談「支配の構造」『藤田省三対話集成〈2〉』みすず書房、2006年10月。ISBN 4-622-07206-8。
- 藤田省三共著『瘠我慢（やせがまん）の精神　福沢諭吉「丁丑公論（ていちゅうこうろん）」「瘠我慢の説」を読む』宮村治雄解説、朝日文庫、2008年11月。ISBN 978-4-02-261600-5。